# Cécile Schwarz
Cécile Schwarz (* 19. Januar 1927 in Basel; † 16. Januar 2014 in Stugl im Kanton Graubünden) war eine Schweizer Logopädin, Heilpädagogin und Hochschullehrerin für Sprachstörungen und Aphasie.

## Leben und Wirken
Cécile Schwarz besuchte in Basel die Schulen und erlangte am dortigen Mädchengymnasium die Maturität. Sie absolvierte das Absehlehrerdiplom des Bundes Schweizerischer Schwerhörigenvereine und das Diplom als Logopädin der Schweizerischen Arbeitsgemeinschaft für Logopädie SAL. Anschliessend studierte sie Philosophie, Psychologie und Heilpädagogik und promovierte 1951 an der damaligen Philosophischen Fakultät I der Universität Zürich mit der Dissertation «Die Zunge. Ihre Bedeutung in sprachheilpädagogischer Hinsicht».
Von 1951 bis 1955 führte sie eine eigene logopädische Praxis in Zürich. Anschliessend begab sie sich in den Irak, wo sie im Auftrag der Regierung unter König Faisal II. das erste irakische Internat für blinde und hörgeschädigte Kinder in Bagdad gründete und leitete. Dabei eignete sie sich Kenntnisse der arabischen Sprache in Wort und Schrift an. Ihr Auftrag endete nach drei Jahren mit dem Sturz der irakischen Regierung und der Ermordung von König Faisal II.
Nach ihrer Rückkehr nach Zürich führte sie ihre logopädische Praxistätigkeit weiter. 1960 wurde sie vom damaligen Ordinarius Luzius Rüedi als Leiterin der Abteilung für Klinisch-logopädische Diagnose- und Therapiestation der Otorhinolaryngologischen Klinik des Universitätsspitals Zürich berufen, wo sie mit ihren Mitarbeitern bis 1992 Menschen mit Sprachbehinderungen behandelte.
Sie leitete die von ihr 1967 gegründete Schule für Klinische Logopädie am Universitätsspital, an der eine spezifisch klinisch orientierte logopädische Zusatzausbildung erfolgte. 1970 erhielt Cécile Schwarz an der Medizinischen Fakultät der Universität Zürich die Venia Legendi für das Gebiet der Klinischen Logopädie. Ihre Habilitationsschrift Die Sprache und ihre Störungen in schematischer Darstellung erschien weiter ausgearbeitet 1985 als Lehr- und Handbuch unter dem Titel Systematische Logopädie.
Ihre wissenschaftliche Leistung lag in der Einführung des von ihr entwickelten sogenannten «Hör-Denk-Sprechorganismus», welcher jeder Sprachstörung ein anatomisch definiertes ursächliches Feld zuordnete und als damals neuartiger Ansatz eine ursachenbezogene Diagnostik und Therapie von Sprach- und Stimmstörungen ermöglichte. Den Kritikern, welchen diese Art von Logopädie als zu schematisch erschien, hielt sie den Aphorismus des österreichischen Kulturhistorikers Egon Friedell entgegen, der jegliche von Menschen geschaffenen Klassifikationen als «willkürlich, künstlich und falsch» ansah, sie aber gleichzeitig als «nützlich, unentbehrlich und vor allem unvermeidlich» für das menschliche Denken erachtete.
Mit ihrer wissenschaftlichen und praktisch-klinischen Arbeit galt sie als logopädische Autorität. Sie war Referentin an Tagungen und Konferenzen und vertrat die Schweiz in der Internationalen Gesellschaft für Logopädie und Phoniatrie (IALP). Neben ihrem Einsatz in der Behandlung von Kindern, Jugendlichen und Erwachsenen mit Stimm-, Sprach-, Lese- oder Schreibstörungen wirkte sie als akademische Lehrerin, unter anderem mit ihren Vorlesungen im Rahmen des Pathophysiologieunterrichts am damaligen Zahnärztlichen Institut der Universität Zürich für die angehenden Zahnärzte. Die Universität Zürich ernannte sie 1987 auf Grund ihrer akademischen Verdienste zur Titularprofessorin.
Nach ihrem Rücktritt blieb sie für eine Reihe von Kliniken und weitere Institutionen als Konsiliaria tätig.

## Schriften
- Die Zunge. Ihre Bedeutung in sprachheilpädagogischer Hinsicht. Dissertation Universität Zürich. Verlag PG Keller, Winterthur 1951.
- Systematische Logopädie. Grundlagen für die Erkennung und die Behandlung von Störungen des menschlichen Sprechvermögens. Ein Lehr- und Handbuch. Verlag Hans Huber, Bern 1985, ISBN 978-3-456-80754-6.